# 斯托克紐因頓站
斯托克紐因頓站（英語：Stoke Newington railway station）是倫敦的一個車站，位於斯托克紐因頓地區。斯托克紐因頓站現在是倫敦地上鐵的車站，有開往利物浦街站和恩菲爾德鎮站的列車。斯托克紐因頓站位於倫敦第2收費區。